# Calliandra renvoizeana
Calliandra renvoizeana är en ärtväxtart som beskrevs av Rupert Charles Barneby. Calliandra renvoizeana ingår i släktet Calliandra och familjen ärtväxter. Inga underarter finns listade i Catalogue of Life.